# Broutonbaai
De Broutonbaai (Russisch: бухта Броутона; Boechta Bro-oetona) is een baai gevormd in de caldeira van de vulkaan Oeratman aan de noordkant van het eiland Simoesjir op de Koerilen, Rusland.
De baai is vernoemd naar William Robert Broughton, die Simoesjir (toen Marikan) in oktober 1796 onderzocht.
Tijdens het Sovjettijdperk deden de Russen pogingen om voor de Rodebaniervloot een geheime duikbootbasis te bouwen in het noordoostelijke deel van de baai.